# فؤاد جميل
فؤاد جميل (1914 - 19 أكتوبر 1971) أكاديمي ومترجم وباحث عراقي.

من أساتذة جامعة بغداد وعضو في المجمع العلمي العراقي. مارس مهنه التدريس حيث درس اللغة الإنكليزية والتربية كما قام بترجمة العديد من الكتب من الإنكليزية. «لازم الشيخ قاسم القيسي ومحمد بهجت الأثري كما تعاون مع الأستاذ الدكتور مصطفى جواد حيث آخذاً عنهم علوم اللغة العربية ويعتبر من روّاد البحث الفولكلوري، وقد كتب عدد من المقالات المهمة والتي تناولت جوانب مختلفة من حياة بدو العراق وعاداتهم وتقاليدهم ومآثرهم وقصصهم.»

## حياته وعمله
ولد في العمارة في 1914م وقد كان أبوه جميل أفندي قائم مقام في الإدارة العثمانية. أتم دراسته الثانوية بتفوق في بغداد وقد تم ابتعاثه من قبل وزارة المعارف العراقية (والتي كانت تقوم بمهام كل من وزاره التربية ووزارة التعليم  العالي والبحث العلمي في الوقت الحاضر) إلى لبنان لإكمال دراسته للحصول على شهادة البكالوريوس حيث تخرج من الجامعة الأمريكية في بيروت ودرس في الجامعة الأميركية اللغة الإنكليزية.
عاد إلى بغداد بعد اكمال دراسته ليعين مدرساً سنة 1934 ثم يكلف بمهام سكرتير لجنة الإذاعة العراقية عند تأسيسها، وفي عام 1937م نقلت خدماته إلى وزارة التموين بصفة مميز سنة 1945 وبعد حل وزارة التموين عاد إلى ممارسه مهنه التدريس في دار المعلمين الابتدائية عام 1948 وانتقل إلى الإعدادية المركزية في 1952. تولى بعد ذلك منصب مدير مكافحة الأمية بوزارة المعارف في 1954 ثم مفتش معارف ثم أستاذ الأدب الإنكليزي في جامعة بغداد. توفي في بغداد في 19 أكتوبر 1971.

## مؤلفاته
- مقالات وأحاديث: (1958)

ترجماته:
- فنّ الدراسة
- حضارة العالم الجديد: (1958)
- العراق في القرن الرابع للميلاد بحسب وصف المؤرخ الروماني أميانوس مارسيليانوس (1961)،
- في بلاد الرافدين؛ صور وخواطر: (1961) من تأليف الليدي دراور زوجة السر أدوين دراور، مشاور وزارة العدلية العراقية.
- بغداد مدينة السلام: (1962-67) تأليف ريتشارد كوك في جزءان.
- يليني: (1963)
- ثورة العراق 1920: (1965) تأليف الجنرال ايلمر هالدين.
- هيرودوتس في العراق: (1962).
- رحلات إلى العراق: (1966-68) تأليف السر واليس بادج، جزءان.
- أريان يرون أيام الإسكندر الكبير في العراق: (1967).
- بلاد ما بين النهرين بين ولائين: (1969) تأليف السر ارنولد ولسن، في. 3 أجزاء.
- رحلة متنكر إلى بلاد ما بين النهرين وكردستان:(1969) تأليف الميجر سون.
- سنتان في كردستان: (1969) تأليف هاي.
- الدين مادة ورمزاً: (1962) تأليف هدلي.

## وصلات خارجية
- أرشيف بعض مقالات فؤاد جميل